# Tantalo (sposo di Clitennestra)
Tàntalo (in greco antico: Τάνταλος?, Tántalos) è un personaggio della mitologia greca.

## Genealogia
Figlio di Brotea o di Tieste, sposò Clitennestra e fu padre di un figlio (innominato).

## Mitologia
In quanto figlio di Tieste, ereditò il regno di Pisa alla morte di suo nonno Pelope. Ricevette Clitennestra in sposa quando lei era ancora vergine e da lei ebbe un figlio. Fu ucciso da Agamennone assieme a suo figlio e le sue ossa furono custodite ad Argo.